# 品川フロントビル
品川フロントビル（しながわ フロントビル、SHINAGAWA FRONT BUILDING）は、中日新聞東京本社が開発し、東京都港区港南（品川駅東口）に2010年12月にオープンした複合オフィスビルである。プロジェクトマネジメントは三菱地所、竣工後の管理は三菱地所プロパティマネジメントが担当している。
入居企業として、トヨタグループの総合商社である豊田通商の東京本社、及び豊通グループ各社が主に入居している。

## 概要
元々、当ビルがあったところは1965年より中日新聞東京本社（東京新聞、東京中日スポーツの編集・発行所）の社屋だったが、中日新聞社が東京進出の創業地としている千代田区内幸町へ2006年に移転することになったのに加え、社屋の老朽化が著しくなったことを受けて、2008年に閉鎖された。その跡地の再開発計画として建設されたのが「品川フロントビル」である。
建物は地上19階・地下3階で、品川駅南口から徒歩3分圏内に位置する。当ビルの大部分を占めるオフィスエリアは東西95mの無柱空間とし、天井高も3mと余裕を持たせている。また、低層部の地下1階から2階は飲食・物販などの商業エリアとなっている。この他、子育て支援施設の「キッズ館」も併設しており、港区の子育て広場や東京都認証保育所なども入っている。
当ビルの公開空地にはソメイヨシノなどが植えられており、ミニ植物園的な広場として使われている。

## 交通アクセス
- JR品川駅港南口より徒歩約3分[1]

## 入居企業
- オムロン 東京事業所
- 豊田通商 東京本社（5階・11-19階）
- 豊通マシナリー 東京支店（5階）
- 豊通テック 東京営業所（5階：豊通マシナリー 東京支店内）
- 朝日インテックJセールス 本社（5階）
- 豊通ケミプラス 本社（11階）
- 豊通シスコム 東京支店（11階）
- 豊通物流 東京支店（12階）
- ネクスティ エレクトロニクス 本社（13‐14階）
- 豊通ファシリティーズ 東京営業所（17階）
- 豊通食料 本社（17階）
- 豊通オールライフ 本社（17階）
- 豊通保険パートナーズ 東京支店（17階）
- 豊通マテリアル 東京支店（18階）
- 豊田通商ペトロリアム プライベート リミテッド 東京支社（18階）
- 豊通エネルギー 東京支店（18階）
- 豊通鉄鋼販売 東京支店（18階）

## 参考情報
- 中日新聞社／今月末「品川フロントビル」竣工、12月に商業店舗オープン（ 2010年11月11日 ）（週刊住宅オンライン）